# Christiane Kruse (Kunsthistorikerin, 1954)
Christiane Kruse (* 1954 in Helmstedt) ist eine deutsche Kunsthistorikerin und Sachbuchautorin. Sie ist nicht zu verwechseln mit der gleichnamigen Kollegin Christiane Kruse (Kunsthistorikerin, 1961).

## Leben
Christiane Kruse studierte Kunstgeschichte, Klassische Archäologie und Deutsche Literaturwissenschaft in Braunschweig, Hamburg und Berlin. Kruse promovierte 1994 im Fach Kunstgeschichte an der Freien Universität Berlin mit einer Arbeit über die ästhetischen Inszenierung des Aussenraums in den Landhausanlagen Mies van der Rohes.
Als Kunsthistorikerin war sie mehrere Jahre als freie Mitarbeiterin beim Landesdenkmalamt Berlin und bei der Stiftung Preußische Schlösser und Gärten Berlin-Brandenburg beschäftigt. Darüber hinaus hat sie seit 1992 als freie Redakteurin und Autorin für das Allgemeine Künstlerlexikon mitgewirkt. 2001 begann sie mit ihrer Reihe Wer lebte wo in ..., in der sie Persönlichkeiten einzelner Städte und Landschaften anhand ihrer Umgebung beschreibt.

## Publikationen
- Wer lebte wo in Berlin. Prestel, München 2001, ISBN 3-7913-2548-5.
- Berlin heute. Prestel, München 2002, ISBN 3-7913-2646-5 (mit Fotos von Michael Haddenhorst und Jürgen Hohmuth).
- Wer lebte wo in München. Stürtz, Würzburg 2005, ISBN 3-8003-1671-4.
- Wer lebte wo in Weimar. Stürtz, Würzburg 2010, ISBN 978-3-8003-1991-6.
- Wer lebte wo in Leipzig. Stürtz, Würzburg 2011, ISBN 978-3-8003-1997-8.
- Wer lebte wo in Hamburg. Stürtz, Würzburg 2011, ISBN 978-3-8003-1996-1.
- Wer lebte wo in Potsdam. Stürtz, Würzburg 2012, ISBN 978-3-8003-4704-9.
- Wer lebte wo in Dresden. Stürtz, Würzburg 2012, ISBN 978-3-8003-4702-5.
- Wer lebte wo in der Mark Brandenburg. Auf den Spuren früherer Bewohner märkischer Schlösser und Landhäuser. Stürtz, Würzburg 2014, ISBN 978-3-8003-4701-8.
- Wer lebte wo in Franken. Stürtz, Würzburg 2014, ISBN 978-3-8003-4705-6.